# Кім Юлій Черсанович
Ю́лій Черса́нович Кім (рос. Юлий Черсанович Ким; псевдонім — Ю. Михайлов; нар. 23 грудня 1936, Москва, Російська РФСР) — російський поет, композитор, драматург, сценарист і бард корейського походження.

## Біографія
Народився в сім'ї корейського іммігранта Кім Чер Сана та Ніни Валентинівни Всесвятської. Його батьки стали жертвами репресій 1937—1938 років, батько був страчений, а мати як «член сім'ї зрадника Батьківщини» була засуджена до п'яти років табору та трьох років заслання. У 1958 році, за часів «відлиги» її було реабілітовано, але до того часу вона не мала права проживати в Москві, отже сім'я мешкала у Малоярославці Калузької області, а потім (з 1951 року) — в Туркменістані. Кім повернувся до Москви в 1954 році, вступивши до Московського державного педагогічного інституту.
Ще під час навчання в педінституті почав писати пісні на свої вірші (з 1956 р.) та виконувати їх, акомпануючи собі на семиструнній гітарі з особливим «циганським» строєм. Його перші концерти відбулися в Москві на початку 1960-х років, молодий автор швидко увійшов до числа найбільш популярних бардів Росії.
Закінчив історико-філологічний факультет (1959), за розподілом п'ять років працював на Камчатці, потім кілька років у Москві, викладав історію й суспільствознавство. В ці роки Юлій Кім почав писати й розігрувати з учнями авторські пісенні композиції з інтермедіями та вокальними сценами, в яких були всі елементи мюзиклу.
У 1965—1968 роках стає одним з активістів правозахисного руху. У 1966 році він одружився з Іриною Петрівною Якір (1948—1999) — онукою репресованого командарма Й. Е. Якіра. Батька Ірини, відомого правозахисника й дисидента, було заарештовано в 14 років. Він вийшов на волю лише в 32 роки.
В 1968 році Кім назавжди покинув школу на вимогу керівництва, що не пробачило йому участі в правозахисному русі. Відтоді став професійно займатися створенням пісень і п'єс для театру й кіно. Довгий час у титрах кінофільмів і афішах спектаклів його вказували під псевдонімом «Ю. Михайлов», оскільки прізвище «Кім» звучало для вищого керівництво по-дисидентськи крамольним.
Більшість пісень Юлія Кіма написані на власну музику, багато також у співавторстві з такими композиторами, як Геннадій Гладков, Володимир Дашкевич, Олексій Рибніков.
У 1974 вступає до Московського профкому драматургів і починає роботу над власними п'єсами.
У 1985 році він зіграв головну роль у спектаклі по своїй п'єсі «Ной та його сини». Того ж року відмовився від використання псевдоніму й почав друкуватись під власним іменем. Тоді ж вийшов перший диск його пісень — «Рыба-кит».
Зараз дискографія Юлія Кіма нараховує більше 20 найменувань дисків, аудіо- та відеокасет із записами пісень.
Пісні Кіма увійшли до всіх антологій авторської пісні, а також до багатьох антологій сучасної російської поезії, серед яких «Строфы века» (упорядник Євген Євтушенко, 1994).
Юлій Кім — член Союзу кінематографістів СРСР (1987), Союзу письменників (1991), Пен-клубу (1997). Йому належать близько п'ятисот пісень (багато з яких звучать у кінофільмах і спектаклях), трьох десятків п'єс і десятка книг. Лауреат премії «Золотой Остап» (1998). Лауреат російської Державної премії ім. Булата Окуджави (2000).
З 1998 року живе в Єрусалимі та Москві. Член редколегії «Иерусалимского журнала». Двічі на рік проводить презентації «Иерусалимского журнала» разом з його редактором, поетом Ігорем Бяльським, та Ігорем Губерманом.
В Ізраїлі складав пісні у співавторстві з композитором і бардом Мариною Меламед.

## Громадянська позиція
У вересні 2014 року написав сатиричну пісню «Марш п'ятої колони», в якій засуджується російська агресія в Україні (переклад дослівний):
| І ось знову нас мало - тисяч вісім, може бути, Кого телеканали не можуть обманути. Кого Росія-мама готова з'їсти живцем. Знову нас, братці, мало, утомившись ми живем. Поки ми честь по честі ганили нашу владу, Росія з нами разом сміялася подбочившись. І раптом нез'ясовно, як грім серед білого дня, Росія після Криму збожеволіла одразу вся. Неначе подвиг славний наш головний скоїв, Як би рукою державной дракона розтрощив. І чесну перемогу поклав у наших ніг, Неначе він сусіда не пограбував під шумок. І спливло в одночас забуте вже давно Немислиме щастя бути з владою заодно. Бери, начальник, ширше, вріж Києву під дих, Щоб бачили чужинці, як наші б'ють своїх. Дружина Михалкова стіною навколо Кремля Витійствує суворо, Макара затаврувавши. І вже, якщо сам Лимонов цілує їх взасос, То з інших мільйонів, який бути може поспит? І ось знову нас мало, як у минулі роки, І навіть ще менше, причому, набагато менше, Зовсім-зовсім трошки. Ось, братці, в чому біда. |

## Фільмографія
Пісні Кіма звучали в 50 фільмах, зокрема:
- Дванадцять стільців
- Бумбараш
- Звичайне диво
- Формула кохання
- Тінь
- Собаче серце
- Людина з бульвару Капуцинів
- Сватання гусара
- Дім, який побудував Свіфт
- Про Червону Шапочку
- Пеппі Довгапанчоха
- Казка мандрів
- Ярославна, королева Франції